# Burgwall Ganschendorf
Der Burgwall von Ganschendorf ist ein slawischer Burgwall in einem Ortsteil der Gemeinde Sarow im Landkreis Mecklenburgische Seenplatte. Er liegt gut einen Kilometer nordwestlich des Ortes am Augraben. Es handelt sich um eine seltene alt- bis mittelslawische Höhenburg aus dem 8. bis 11. Jahrhundert. Bei Untersuchungen konnte man Keramiken der Feldberger, Fresendorfer und Menkendorfer Ware feststellen. Der Fund von zwei arabischen Münzen zeigt eine überregionale Handelstätigkeit der Burgbewohner an. Der markante Burghügel erhebt sich noch bis zu einer Höhe von 7 Metern auf einer Wiese, die zum Augraben hin abfällt. Die Burg wird allgemein als Wendenwall bezeichnet.